# Don Rickles
Donald Jay "Don" Rickles (8 tháng 5 năm 1926 – 6 tháng 4 năm 2017) là một diễn viên hài và diễn viên điện ảnh người Mỹ. Được biết đến như là một người có phong cách hài hước lăng nhục, bề ngoài to béo, hói đầu và phong cách hóm hỉnh của ông giúp ông có các vai diễn hàng đầu trong phim hay truyền hình; Những bộ phim nổi tiếng của ông bao gồm: Run Silent, Run Deep (1958) và Kelly's Heroes (1970), và bắt đầu năm 1976. Ông đã diễn xuất hai năm trong hài kịch tình huống CPO Sharkey.
Ông là khách mời nổi tiếng trong các chương trình Talk show, bao gồm The Tonight Show Starring Johnny Carson và Late Show with David Letterman) và lồng tiếng trong các bộ phim đáng chú ý gồm vai Mr. Potato Head trong bộ phim Toy Story. Ông đã giành được giải Primetime Emmy cho Trình diễn Cá nhân cho bộ phim tài liệu năm 2007 Warmth: Don Rickles Project.
Rickles qua đời vì suy thận vào ngày 6 tháng 4 năm 2017, tại tư gia ở Beverly Hills, California. Ông hưởng thọ 90 tuổi.

## Thời thơ ấu
Donald Jay Rickles ra đời trong một gia đình Do Thái tại Queens, New York, vào ngày 8 tháng 5 năm 1926. Cha của ông, Max Rickles, (1897–1953) là người nhập cư năm 1903 cùng với gia đình người Litva từ Kaunas (Đế quốc Nga lúc bấy giờ), cùng với mẹ của ông, Etta (nhũ danh née Feldman; 1901 – 1984), là người sinh tại New York trong gia đình gốc Áo. Rickles sinh tại Jackson Heights, New York.
Sau khi tốt nghiệp trường Trung học Newtown, Rickles gia nhập vào Hải quân Hoa Kỳ và phục vụ trong Thế chiến thứ hai trên con tàu USS Cyrene (AGP-13) trong hàng ngũ thủy thủ đoàn hạng nhất. Ông rời bỏ quân ngũ năm 1946. Hai năm sau, ông theo đuổi sự nghiệp diễn xuất và theo học tại Viện nghệ thuật Kịch nghệ Hoa Kỳ và diễn vai nhỏ trên truyền hình. Thất vọng vì không nhận được nhiều vai diễn, Rickles bắt đầu trình diễn hài độc thoại trong nhiều hộp đêm tại New York, Miami và Los Angeles. Sau đó, ông nổi tiếng như là một diễn viên hài lăng nhục ("insult comedian") vì nhiều lần trả lời trước những kẻ quấy nhiễu lúc đang diễn. Khán giả yêu mến những câu lăng mạ của ông hơn cả buổi diễn, thế nên ông sáp nhập chúng vào chương trình. Khi bắt đầu sự nghiệp vào những năm 1950, ông bắt đầu gọi những khán giả quấy nhiễu là "hockey pucks". Phong cách của ông có điểm tương đồng với nghệ sĩ lão thành Jack E. Leonard, dù Rickles phủ nhận sức ảnh hưởng của Leonard đến phong cách của mình.

## Đời tư
Ngày 14 tháng 3 năm 1965, Rickles kết hôn với Barbara Sklar tại Philadelphia, Pennsylvania. Ông thừa nhận gặp khó khăn trong vấn đề tình cảm trong những năm 20 và 30 tuổi (ông kết hôn khi 38 tuổi). Ông gặp Sklar qua người đại diện và cảm mến bà. Họ có hai người con, Mindy và Larry Rickles (1970 – 2011).
Dù là một người trung thành của Đảng Dân chủ, Rickles lại trình diễn ở buổi lễ nhậm chức của Tổng thống Đảng Cộng hòa Ronald Reagan và George H.W. Bush cùng người bạn Frank Sinatra. Ông xem diễn viên hài Bob Newhart là bạn thân và vợ của họ cũng rất thân với nhau.

## Sự nghiệp điện ảnh
| Năm  | Tựa đề                          | Vai diễn                      | Ghi chú        |
| ---- | ------------------------------- | ----------------------------- | -------------- |
| 1958 | Run Silent, Run Deep            | Quartermaster 1st Class Ruby  |                |
| 1959 | The Rabbit Trap                 | Mike O'Halloran               |                |
| 1960 | The Rat Race                    | Nellie                        |                |
| 1963 | X: The Man with the X-ray Eyes  | Crane                         |                |
| 1964 | Muscle Beach Party              | Jack Fanny                    |                |
| 1964 | Bikini Beach                    | Big Drag                      |                |
| 1964 | Pajama Party                    | Big Bang The Martian          |                |
| 1965 | Beach Blanket Bingo             | Big Drop                      |                |
| 1967 | Enter Laughing                  | Harry Hamburger               |                |
| 1967 | The Money Jungle                | Harry Darkwater               |                |
| 1969 | Where It's At                   | Willie                        |                |
| 1970 | Kelly's Heroes                  | Staff Sergeant "Crapgame"     |                |
| 1971 | The Love Machine                | Announcer                     | Không ghi nhận |
| 1990 | Keaton's Cop                    | Jake                          |                |
| 1992 | Innocent Blood                  | Emmanuel "Manny" Bergman      |                |
| 1995 | Casino                          | Billy Sherbert                |                |
| 1995 | Toy Story                       | Mr. Potato Head (voice)       |                |
| 1997 | Redux Riding Hood               | The Boss (lồng tiếng)         | Phim ngắn      |
| 1998 | Quest for Camelot               | Cornwall (lồng tiếng)         |                |
| 1998 | Dirty Work                      | Mr. Hamilton                  |                |
| 1998 | Dennis the Menace Strikes Again | George Wilson                 |                |
| 1999 | Toy Story 2                     | Mr. Potato Head (lồng tiếng)  |                |
| 2010 | Toy Story 3                     | Mr. Potato Head (lồng tiếng)  |                |
| 2011 | Hawaiian Vacation               | Mr. Potato Head (lồng tiếng)  | Phim ngắn      |
| 2011 | Zookeeper                       | Jim the Bullfrog (lồng tiếng) |                |
| 2011 | Small Fry                       | Mr. Potato Head (lồng tiếng)  | Phim ngắn      |
| 2012 | Partysaurus Rex                 | Mr. Potato Head (lồng tiếng)  | Phim ngắn      |

## Khác

### Công viên
- Toy Story Midway Mania! – Mr. Potato Head

### Danh sách đĩa nhạc
- Hello, Dummy! (1968)
- Don Rickles Speaks! (1969)

### Sách
- 'Rickles, Don; Ritz, David (2007). Rickles' Book: A Memoir. Simon & Schuster. ISBN 978-0-7432-9305-1.
- 'Rickles, Don; Ritz, David (2008). Rickles' Letters. Simon & Schuster. ISBN 978-1-4165-9663-9.

## Giải thưởng
| Năm  | Giải thưởng                                                                       | Nội dung                            | Kết quả   | Ghi chú |
| ---- | --------------------------------------------------------------------------------- | ----------------------------------- | --------- | ------- |
| 2000 | Đại lộ Danh vọng Hollywood                                                        |                                     | Đoạt giải | [ 16 ]  |
| 2008 | Giải Primetime Emmy cho Trình diễn cá nhân trong chương trình tạp kỹ hoặc âm nhạc | Mr. Warmth: The Don Rickles Project | Đoạt giải | [ 17 ]  |
| 2009 | Legend Award                                                                      |                                     | Đoạt giải | [ 18 ]  |
| 2012 | Giải thưởng Johnny Carson                                                         | Cho thành tựu hài kịch trọn đời     | Đoạt giải | [ 19 ]  |
| 2013 | Giải Friars Club cho Thành tựu trọn đời                                           |                                     | Đoạt giải | [ 20 ]  |